# Parkeisenbahn Saarbrücken
| |                     |               |               |
| Streckenlänge: | 2,1 km              |               |               |
| Spurweite: | 600 mm (Schmalspur) |               |               |
| |                     |               |               |
| \| \| \| \| \| \| \| \| Parkhotel \| \| \| \| \| \| \| \| \| \| Südbahnhof \| \| \| \| \| \| \| \| \| \| Abstellanlage \| \| \| \| \| Nordbahnhof \| \| \| \| \| \| \| |                     |               |               |
| Strecke von links · Strecke von rechts |                     |               |               |
| Strecke · Haltepunkt / Haltestelle |                     | Parkhotel     | Parkhotel     |
| Strecke von links · Abzweig geradeaus und nach rechts · Strecke |                     |               |               |
| Strecke · Bahnhof · Strecke |                     | Südbahnhof    | Südbahnhof    |
| Abzweig geradeaus und von links · Abzweig geradeaus und von rechts · Strecke                                                                                           |                     |               |               |
| Betriebs-/Güterbahnhof Streckenende · Strecke · Strecke |                     | Abstellanlage | Abstellanlage |
| Strecke · Bahnhof |                     | Nordbahnhof   | Nordbahnhof   |
| Strecke nach links · Strecke nach rechts |                     |               |               |

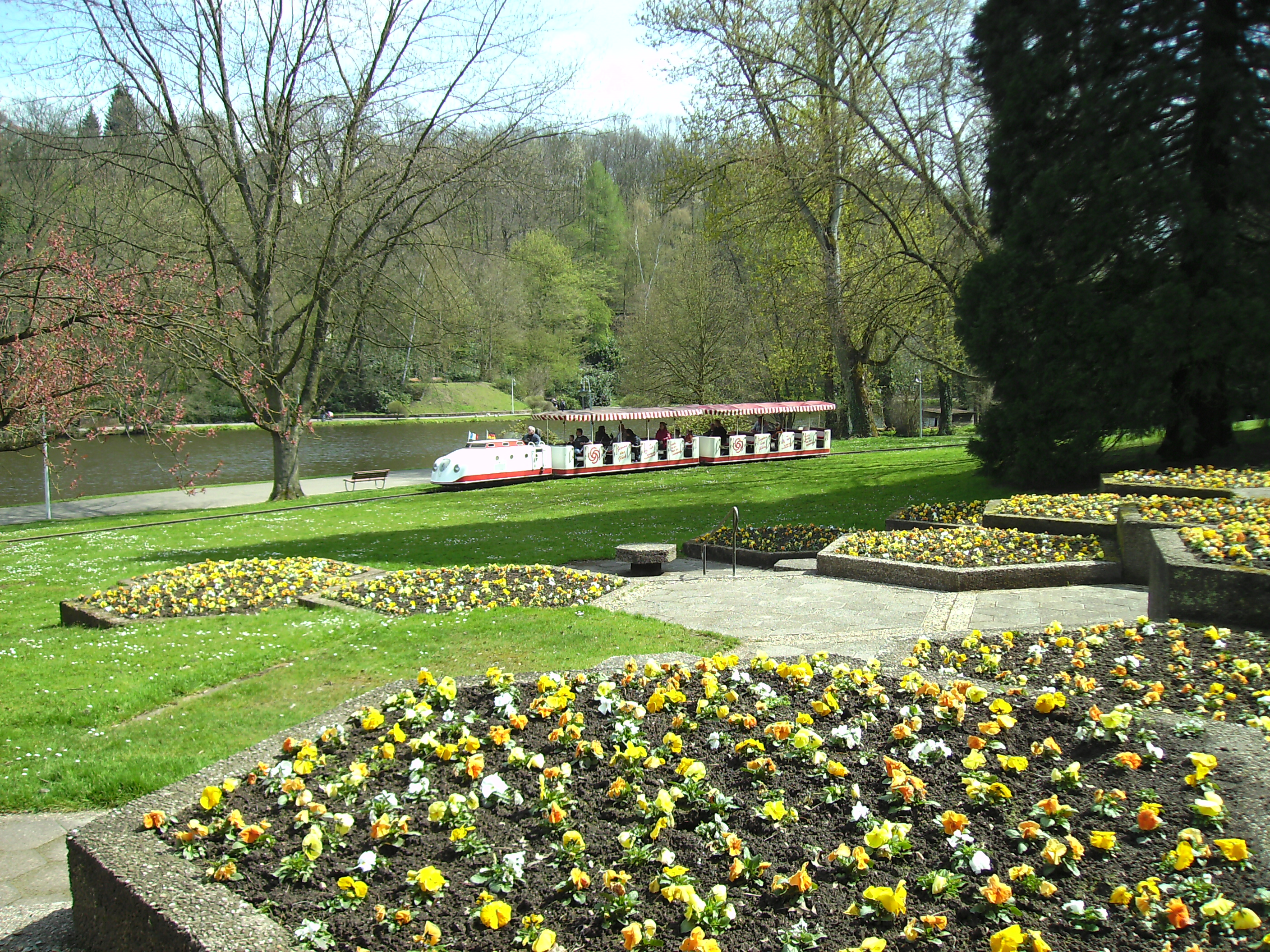
Die Rot-Weiße Bahn im DFG

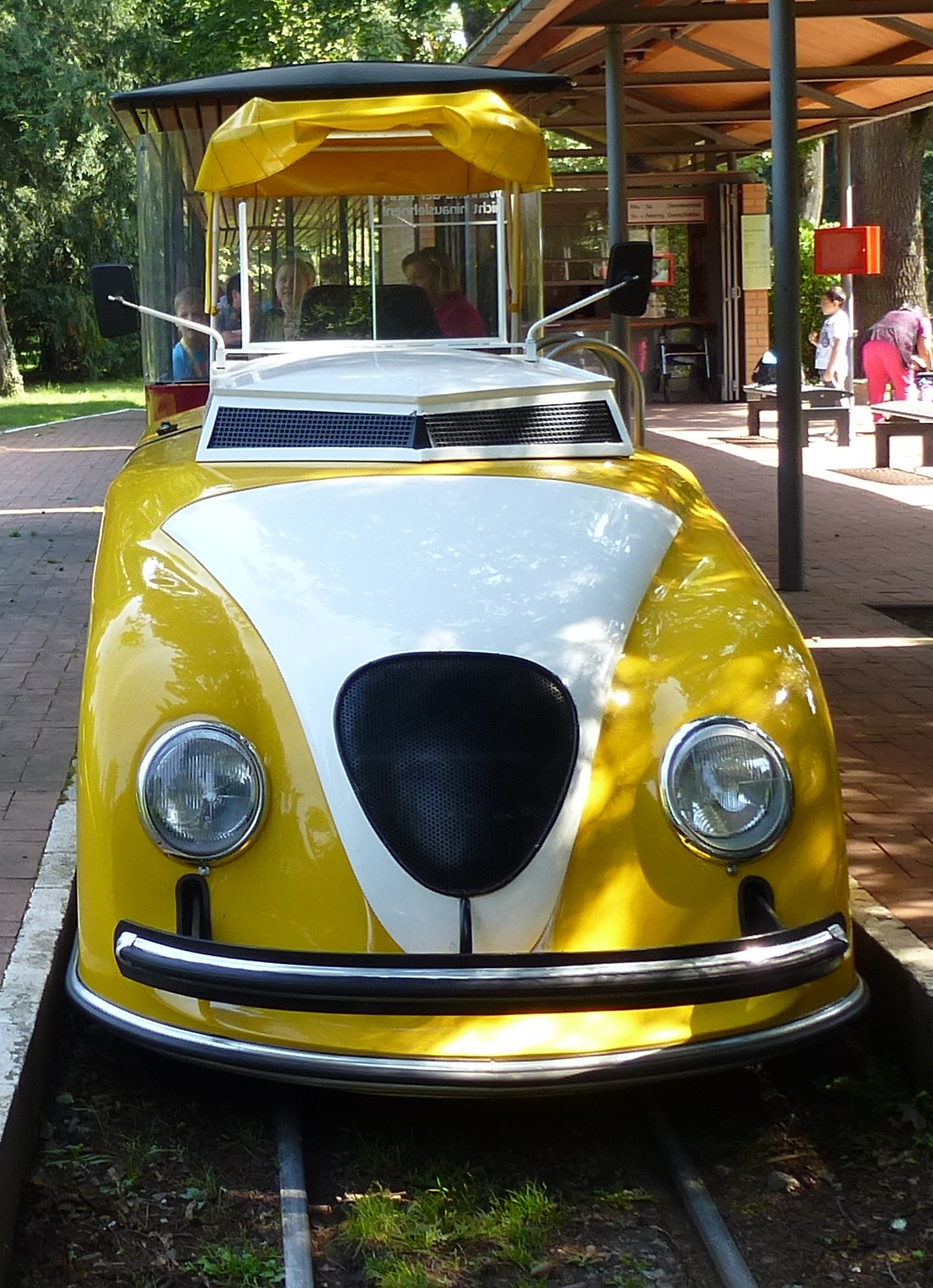
Gelber Zug – heute bei der Karlsruher Schlossgartenbahn

Die Parkeisenbahn Saarbrücken ist die Parkeisenbahn in der Spurweite 600 mm im Deutsch-Französischen Garten (DFG) in Saarbrücken. Sie wird dort auch als Kleinbahn bezeichnet. Sie ist seit 2022 außer Betrieb, da die Strecke stellenweise durch einen abrutschenden Hang bedroht ist. Seit Ostern 2024 fährt stattdessen eine Wegebahn.

## Geschichte
Der Deutsch-Französische Garten wurde von deutschen und französischen Gartenarchitekten gemeinsam konzipiert. Er sollte als Symbol für die angestrebte Freundschaft zwischen Frankreich und Deutschland verstanden werden. Am 23. April 1960 wurde diese erste und einzige „Deutsch-Französische Gartenschau“ von dem damaligen deutschen Bundeskanzler Konrad Adenauer und dem französischen Premierminister Michel Debré eröffnet. Zugleich fand 1960 keine (weitere) Bundesgartenschau statt. Die Ausstattung der Anlage folgte den Maßstäben, die vorangegangene Bundesgartenschauen gesetzt hatten – und dazu gehörte auch eine Parkeisenbahn. Sie wurde von 1958 bis 1960 erbaut, zusammen mit der Gartenschau mit drei Zügen eröffnet und transportierte während der Gartenschau ca. 500.000 Personen.
Nach dem Besucherandrang 1960 wurde die Bahn weiter betrieben, allerdings in verringertem Umfang, sowohl was die Infrastruktur betraf, als auch die Zahl der Züge.

## Infrastruktur
Die Bahn fuhr auf einem Rundkurs von 2,1 km Länge. An der Strecke liegen zwei Bahnhöfe und ein Haltepunkt. Der Nordbahnhof wurde aber ebenfalls nur noch als Haltepunkt betrieben. Das zweite Gleis wurde nicht mehr genutzt, eine der beiden Weichen, die es ursprünglich an das Hauptgleis anschlossen, ist ausgebaut. Weiter gibt es eine Abstellhalle für die Züge, die über ein Gleisdreieck an die Strecke angeschlossen ist. Aktuell ist die Parkbahn nicht in Betrieb (Stand: Sommer 2023).

## Züge
Neben einem blauen, einem roten und einem gelben Zug wurde ein weiterer grüner Zug geliehen. Die Züge wurden 1959 von der Sollinger Hütte gebaut. Die Lokomotiven ähnelten im Design Sportwagen der damaligen Zeit und wurden deshalb auch als „Porschelokomotiven“ bezeichnet. Nach dem Ansturm im Eröffnungsjahr wurde die Zahl der Züge, die zum Einsatz kamen, vermindert. Der gelbe und der rote Zug wurden verkauft. Während der gelbe Zug seit 1967 auf der Schlossgartenbahn Karlsruhe unterwegs ist, wurde der rote Zug verschrottet.
Zuletzt fuhr ein modernerer rot-weißer Zug mit Lokomotive und bis zu drei Wagen, der hauptsächlich eingesetzt wurde. Ein weiterer, blauer Zug wurde als Reserve vorgehalten.